# Charles Oakley
Charles Oakley (Cleveland, 18 de dezembro de 1963) é um ex-basquetebolista norte-americano que atuava como ala-pivô na National Basketball Association (NBA). Em sua carreira de 19 anos na liga, Oakley defendeu Chicago Bulls, New York Knicks, Toronto Raptors, Washington Wizards e Houston Rockets, ganhando reconhecimento por "sua sólida defesa, habilidade de rebote e presença no garrafão".
Oakley liderou a NBA em rebotes por duas temporadas consecutivas (1987-88 e 1988-89). Em sua carreira, ele marcou um total de 12 417 pontos e pegou um total de 12 205 rebotes, números que se traduzem em médias de 9.7 pontos e 9.5 rebotes por jogo. Na temporada de 1994-95, ele doou um dólar para a Children's Health Fund para cada rebote que ele pegou; foram 708 rebotes garantidos naquela temporada.